# Anaconda Productions
Anaconda Productions – polska wytwórnia płytowa z siedzibą w Milanówku.
Dyrektorem naczelnym wydawnictwa jest Piotr Remiszewski. Z wytwórnią współpracują m.in. tacy producenci - kompozytorzy jak: Piotr Skotnicki, Mariusz Szaban, Maciej Jeleniewski, Marcin Nierubiec. Nakładem Anaconda Productions wyprodukowany i wydany został między innymi album My Edyty Górniak, który dotarł do 4. pozycji zestawienia OLiS.

## Albumy wyprodukowane przez Anaconda Productions
Opracowano na podstawie materiału źródłowego.
- Justyna Majkowska – Zakochana od jutra.
- Inside - Inside.
- Imagination Quartet – Imagination Quartet.
- Imagination Quartet – Mallada.
- Edyta Górniak – My.
- Michał Kuczyński – All I Had.
- Michael Vega - Nr.1.
- Deer Project – Stop the Time.
- Loud Jazz Band – From the Distance. Live In Oslo.
- Loud Jazz Band – From the Distance. Live In Warsaw.
- Cezary Konrad – On Classical.
- Wojciech Solarz – Kochankowie z ulicy Kamiennej.
- Tadeusz Woźniak – Ziemia.